# Obraz
Obraz (serbiska: Образ/Obraz), fullständigt namn Serbiska patriotiska rörelsen Obraz (Српски отачествени покрет Образ/Srpski otačastveni pokret Obraz), är en serbisk högerextrem och klerikal fascistisk organisation.

## Historia
Organisationen grundades 2001, vilket gör att det är även den äldsta klerikala fascistiska organisationen i Serbien.
År 2009 försökte Svetozar Čiplić, Serbiens dåvarande minister för mänskliga rättigheter och minoritetsrättigheter, få Obraz olagligförklarat, och i juni 2012 biföll Serbiens författningsdomstol detta.